# Madarcos
Madarcos est une commune de la communauté de Madrid, en Espagne.